# Sylvia Fine
Sylvia Fine (* 29. August 1913 in Brooklyn, New York; † 28. Oktober 1991 in New York) war eine US-amerikanische Komponistin und Filmproduzentin.

## Leben
Fine war die jüngste Tochter eines Zahnarztes. Sie besuchte die Thomas Jefferson High School und begann anschließend Musik am Brooklyn College zu studieren. Bereits während ihres Studiums zeichnete sie sich durch einige Kompositionen aus; u. a. vertonte sie einige Gedichte des Lyrikers Robert Friend. Den Schauspieler Danny Kaye, ihren späteren Ehemann, lernte sie während der Arbeit an einer kleinen Broadway-Show kennen. Obwohl sie nahe beieinander in Brooklyn aufgewachsen waren und Danny Kaye sogar einmal für ihren Vater gearbeitet hatte, hatten sie sich nie vorher gesehen.
1954 und 1960 war sie jeweils in der Kategorie Bester Song für den Oscar nominiert. 1976 gewann sie einen Daytime Emmy Award. Am 3. Januar 1940 heirateten sie in New York und eine kleine Hochzeitsreise führte die beiden nach Fort Lauderdale (Florida). Beide hatten eine Tochter (* 1946). In ihren letzten Jahren schrieb Fine an ihrer Autobiographie Fine & Danny, welche aber bisher (2013) unveröffentlicht blieb.
Fine starb am 28. Oktober 1991 an einem Lungenemphysem und fand ihre letzte Ruhestätte neben ihrem Ehemann auf dem Kensico Cemetery in Valhalla, Westchester County.

## Ehrungen
- 1980 Peabody Award für die Show Musical Comedy Tonight

## Werke (Auswahl)
- Pavlova – Der Held des Tages. 1946
- Anatole of Paris – Das Doppelleben des Herrn Mitty. 1947.
- The Moon Is Blue – Wolken sind überall. 1953 (zusammen mit Herschel Burke Gilbert)
- Knock on Wood – Die Lachbombe. 1954.
- You'll never outfox the Fox – Der Hofnarr. 1956 (zusammen mit Sammy Cahn).
- The Five Pennies – Fünf Pennies. 1959.